# Joelia Tsjermosjanskaja
Joelia Igorevna Tsjermosjanskaja (Russisch: Юлия Игоревна Чермошанская; Brjansk, 6 januari 1986) is een Russische sprintster, die gespecialiseerd is in de 200 m. Ze is de dochter van Galina Maltsjoegina. Ze nam in 2008 eenmaal deel aan de Olympische Spelen, maar in 2016 bleek dat ze doping had genomen. De Russische estafetteploeg waarmee ze de 4 x 100 m won, verloor zijn gouden medaille.

## Biografie
Tsjermosjanskaja nam in 2008 deel aan de Olympische Spelen in Peking. Op de 200 m sneuvelde ze in de halve finale, waarin ze als vijfde eindigde. Samen met Aleksandra Fedoriva, Joelia Goesjtsjina en Jevgenia Poljakova nam Tsjermosjanskaja ook deel aan de 4 x 100 m estafette. In hun reeks eindigden ze als tweede achter Jamaica. In de finale sprintten de Russische dames in een tijd van 42,31 s naar olympisch goud. Dit werd hen in 2016 weer afgenomen na een positieve dopingtest.
In 2010 liep Tsjermosjanskaja tijdens de Europese kampioenschappen in Barcelona op de 200 m naar een zevende plaats. Op de 4 x 100 m estafette liep zij enkele dagen nadien met het Russische team naar een vierde plaats. Het viertal bestond naast Tsjermosjanskaja uit Yuna Mekhti-Zade, Joelia Goesjtsjina en Aleksandra Fedoriva. Deze resultaten werden eveneens geschrapt na de positieve hertest in 2016.

## Titels
- Europees juniorenkampioene 200 m – 2005, 2007

## Persoonlijke records
Outdoor
| Afstand | Prestatie          | Datum            | Plaats |
| ------- | ------------------ | ---------------- | ------ |
| 100 m   | 11,30 s (+0,3 m/s) | 14 juli 2012     | Yerino |
| 200 m   | 22,57 s            | 20 augustus 2008 | Peking |

Indoor
| Afstand | Prestatie | Datum            | Plaats    |
| ------- | --------- | ---------------- | --------- |
| 60 m    | 7,39 s    | 14 februari 2007 | Volgograd |
| 200 m   | 23,32 s   | 9 februari 2008  | Moskou    |

## Palmares

### 200 m
- 2005:  EK U23 – 23,21 s
- 2007:  EK U23 – 22,67 s

### 4 x 100 m estafette
- 2009: 4e WK – 43,00
- 2010: 4e EK – 42,91 s